# Caiza „D“ (gemeente)
Caiza „D“ is een gemeente (municipio) in de Boliviaanse provincie José María Linares in het departement Potosí. De gemeente telt naar schatting 11.876 inwoners (2018). De hoofdplaats is Caiza „D“.